# Kawaii dake ja Nai Shikimori-san
Kawaii dake ja Nai Shikimori-san (可愛いだけじゃない式守さん lit. Shikimori no solo es linda?), también conocida como Shikimori's Not Just a Cutie en inglés y Shikimori es más que una cara bonita en español, es una serie de manga de comedia romántica japonesa escrita e ilustrada por Keigo Maki. Se ha publicado en el sitio web y la aplicación Magazine Pocket de Kōdansha desde el 2 de febrero de 2019 al 18 de febrero de 2023 y se ha recopilado en veinte volúmenes tankōbon hasta el momento.
El manga tiene licencia en Estados Unidos y Canadá por Kodansha USA y en España, México y Argentina por Penguin Random House (Distrito Manga). Una adaptación de la serie a anime producido por el estudio Doga Kobo, se estrenó en Japón el 9 de abril de 2022 en el bloque de programación ANiMAZiNG!!!.

## Sinopsis
Izumi y Shikimori son la típica pareja amorosa de la escuela secundaria, es decir, hasta que Izumi torpemente se mete en problemas, entonces Shikimori se convierte en una heroína genial que hace latir el corazón de todos.

## Personajes
Micchon Shikimori (式守 みっちょん?)
 Seiyū: Saori Ōnishi, María José Guerrero (español latino)
El personaje principal de la obra, es una dulce chica de secundaria y la novia de Izumi, a quien ama de una forma incondicional. Es una de las chicas más populares de la escuela por todas sus características, siendo bella, atlética, competitiva e inteligente. Está tan enamorada de Izumi que constantemente lo salva de accidentes provocados por mala suerte o la impericia de él, de una forma en la que ella parecería tener fuerza y reflejos sobrehumanos, además tiende a ser posesiva y celosa cuando él se preocupa por alguien que no sea ella,o enojarse cuando Izumi se muestra poco confiable con sí mismo o con el hecho de que esté de novio con alguien tan popular. Antes de emparejarse en el Festival Escolar de primer año, Shikimori era alguien tímida y retraída, que fue animada luego por Izumi, lo que hizo enamorarse de él incluso antes de que él se declare. Sus debilidades son cocinar (aunque esta aprendiendo con la familia Izumi) y los dulces (solo acepta los que le da Izumi). Sus amigos la llaman Mi-chon, y los Izumi, Mi-chan
Yū Izumi (和泉 ゆう?)
 Seiyū: Shūichirō Umeda, Alex Villamar (español latino)
Coprotagoista, y el novio de Shikimori. Desde su nacimiento, está condenado a sufrir mala suerte, ya sea perdiendo cosas, ser golpeado accidentalmente y diversos hechos cotidianos. Pero a pesar de eso, es una persona generosa, humilde y adorable. Se enamoró de Shikimori ni bien la conoció pero al principio creyó que alguien como él no tendría oportunidad con alguien como ella, incluso después de comenzar a salir tras el Festival Escolar de primer año tuvo ese sentimiento, sin embargo, Shikimori se encarga de negarlo debido a que ella también lo ama incondicionalmente. Su actitud amable y compasiva le ha dado varios amigos, pero también es artífice de los celos de Shikimori si por su actitud lo hace acercarse a otros. Es muy bueno cocinando y cosiendo ya que ayuda constantemente a su familia.
Shu Inuzuka (犬束 秀 Inutsuka Shū?)
 Seiyū: Nobuhiko Okamoto, Alan Fernando Velázquez (español latino)
El mejor amigo de Izumi, descrito como «fiel a sí mismo», y que «le gusta bromear, pero no le gusta holgazanear». Los amigos de Shikimori lo llaman «Inu» (perro). Shikimori lo considera su principal rival romántico ya que ella se siente celosa de la estima que Izumi le tiene, y por compartir bastante tiempo juntos, a pesar de que Inuzuka lo intente negar
Kyō Nekozaki (猫崎 享 Nekozaki Kyō?)
 Seiyū: Misato Matsuoka, Betzabé Jara (español latino)
Es una de las mejores amigas de Shikimori junto con Hachimitsu. Se la describe como «deportista», y «muy extrovertida, pero puede ponerse un poco cursi». Ella está en el equipo de voleibol con Kamiya.
Yui Hachimitsu (八満 結 Hachimitsu Yui?)
 Seiyū: Rina Hidaka, Erika Ugalde (español latino)
Ella es una de las mejores amigas de Shikimori junto con Nekozaki. Se la describe con una expresión sin vida, pero es observadora. Es pequeña en comparación con sus amigos y prefiere actividades en interiores como Izumi.
Kamiya (狼谷?) / Kamiya-san
 Seiyū: Ayaka Fukuhara, Adriana Olmedo (español latino)
Es la jugadora estrella del equipo de voleibol. Es alta y delgada, y muy popular en la escuela. Ella e Izumi trabajan juntos en el comité de la biblioteca. Le gusta Izumi, pero cuando se entera de su relación con Shikimori, se siente adolorida y entristecida por no haber podido tener una relación con Izumi así. Shikimori la ayuda a reconciliar sus sentimientos.

### Personajes secundarios
Motoko Izumi (和泉 許子 Izumi Motoko?)
La madre de Izumi. Ella es igual de propensa a los accidentes como Izumi.
Akisada Izumi (和泉 明貞 Izumi Akisada?)
El padre de Izumi y el marido de Motoko. Es bastante fuerte ya que puede llevar a Izumi y Shikimori en su espalda.
Miyabi Shikimori (式守 雅 Shikimori Miyabi?)
La madre de Shikimori. Como su hija, ella emite una mirada seria.
Isana
Isana es una mujer joven que trabaja en la cafetería en la que Inuzuka trabaja a tiempo parcial. Ella espera algún día tener su propia tienda y admira a Inuzuka por su determinación.
Saruogi
Saruogi es un compañero de clase que se une al grupo de Izumi y Shikimori como parte del viaje escolar a Kioto. Es dolorosamente tímido y lento para responder. Saruogi cita una historia en la que cede su asiento en el tren por una anciana, pero sin darse cuenta se baja de una parada demasiado temprano y termina llegando tarde. Después de que Izumi habla con él, Saruogi planea ser un poco más asertivo.

## Contenido de la obra

### Manga
Kawaii dake ja Nai Shikimori-san es escrito e ilustrado por Keigo Maki. La serie comenzó a serializarse en el sitio web y la aplicación Magazine Pocket de Kōdansha desde el 2 de febrero de 2019 al 18 de febrero de 2023, y hasta el momento han sido publicados 20 volúmenes tankōbon. En marzo de 2020, Kodansha USA anunció el lanzamiento digital en inglés de la serie en Norteamérica y el primer volumen se lanzó el 27 de octubre de 2020.
| Volúmenes de manga publicados | Volúmenes de manga publicados | Volúmenes de manga publicados |
| Número                        | Fecha de publicación          | ISBN                          |
| ----------------------------- | ----------------------------- | ----------------------------- |
| 1                             | 7 de junio de 2019            | ISBN 978-4-06-516223-1        |
| 2                             | 9 de septiembre de 2019       | ISBN 978-4-06-516891-2        |
| 3                             | 9 de diciembre de 2019        | ISBN 978-4-06-518339-7        |
| 4                             | 9 de marzo de 2020            | ISBN 978-4-06-518777-7        |
| 5                             | 9 de junio de 2020            | ISBN 978-4-06-519740-0        |
| 6                             | 9 de septiembre de 2020       | ISBN 978-4-06-521020-8        |
| 7                             | 8 de enero de 2021            | ISBN 978-4-06-522032-0        |
| 8                             | 9 de abril de 2021            | ISBN 978-4-06-522880-7        |
| 9                             | 9 de julio de 2021            | ISBN 978-4-06-524019-9        |
| 10                            | 8 de octubre de 2021          | ISBN 978-4-06-525745-6        |
| 11                            | 7 de enero de 2022            | ISBN 978-4-06-526594-9        |
| 12                            | 9 de marzo de 2022            | ISBN 978-4-06-527271-8        |
| 13                            | 9 de mayo de 2022             | ISBN 978-4-06-527850-5        |
| 14                            | 8 de julio de 2022            | ISBN 978-4-06-528383-7        |
| 15                            | 7 de octubre de 2022          | ISBN 978-4-06-529405-5        |
| 16                            | 9 de diciembre de 2022        | ISBN 978-4-06-529948-7        |
| 17                            | 9 de febrero de 2023          | ISBN 978-4-06-530330-6        |
| 18                            | 9 de febrero de 2023          | ISBN 978-4-06-530742-7        |
| 19                            | 7 de abril de 2023            | ISBN 978-4-06-531347-3        |
| 20                            | 7 de abril de 2023            | ISBN 978-4-06-531348-0        |

### Anime
En enero de 2021, la cuenta oficial de Twitter del servicio Magazine Pocket anunció que la serie recibiría una adaptación a anime por el estudio Doga Kobo. Ryōta Itō está dirigiendo la serie, con Shōhei Yamanaka como asistente de dirección, Yoshimi Narita supervisa los guiones de la serie y Ai Kikuchi diseña los personajes.  Se estrenó el 9 de abril de 2022 en ABC y en el bloque de programación ANiMAZiNG!!! de TV Asahi. El tema de apertura es "Honey Jet Coaster" de Nasuo☆, mientras que el tema de cierre es "Route BLUE" de Yuki Nakashima. Crunchyroll obtuvo la licencia de la serie fuera de Asia. Muse Communication obtuvo la licencia de la serie en el sur y sureste de Asia.
El 11 de abril de 2022, Crunchyroll anunció que la serie recibiría un doblaje tanto en inglés como en español, que se estrenó el 30 de abril.